# Alena
L'alena és un instrument utilitzat generalment en els oficis de sabater i baster per a perforar el cuir. Presenta la forma de punxó d'acer, recte o lleugerament torçat, de punta molt fina i amb mànec de fusta. Aquesta eina existeix des del Paleolític on servia per cosir les pells. La seva etimologia és de la paraula germànica alisna la qual designa aquest instrument.
Altres oficis que utilitzen l'alena són, entre d'altres, els de fabricants de bosses, de cinturons i de camusses, dauradors del cuir i en marroquineria.
Hi ha diferents tipus d'alenes com els ensiformes o els de punta de diamant.

## Galeria

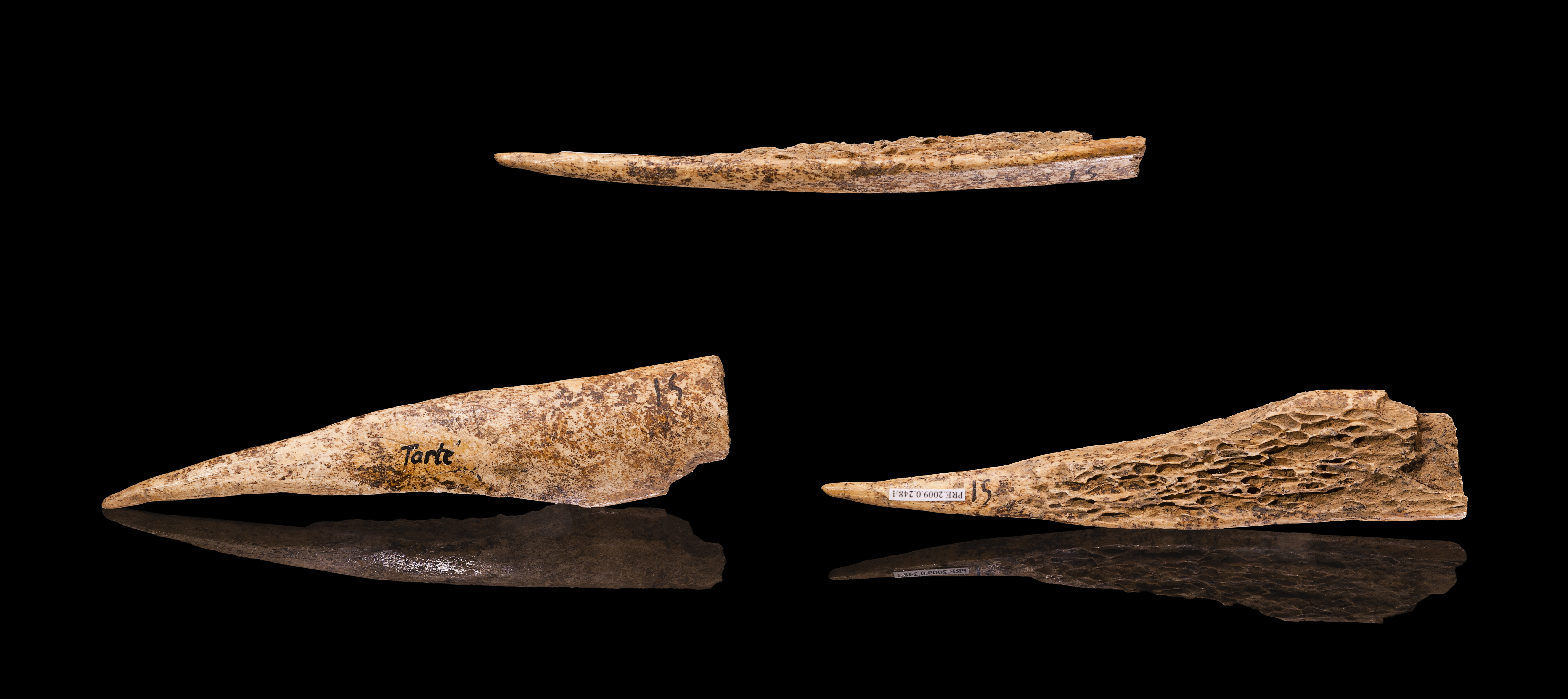
Alenes del Paleolític
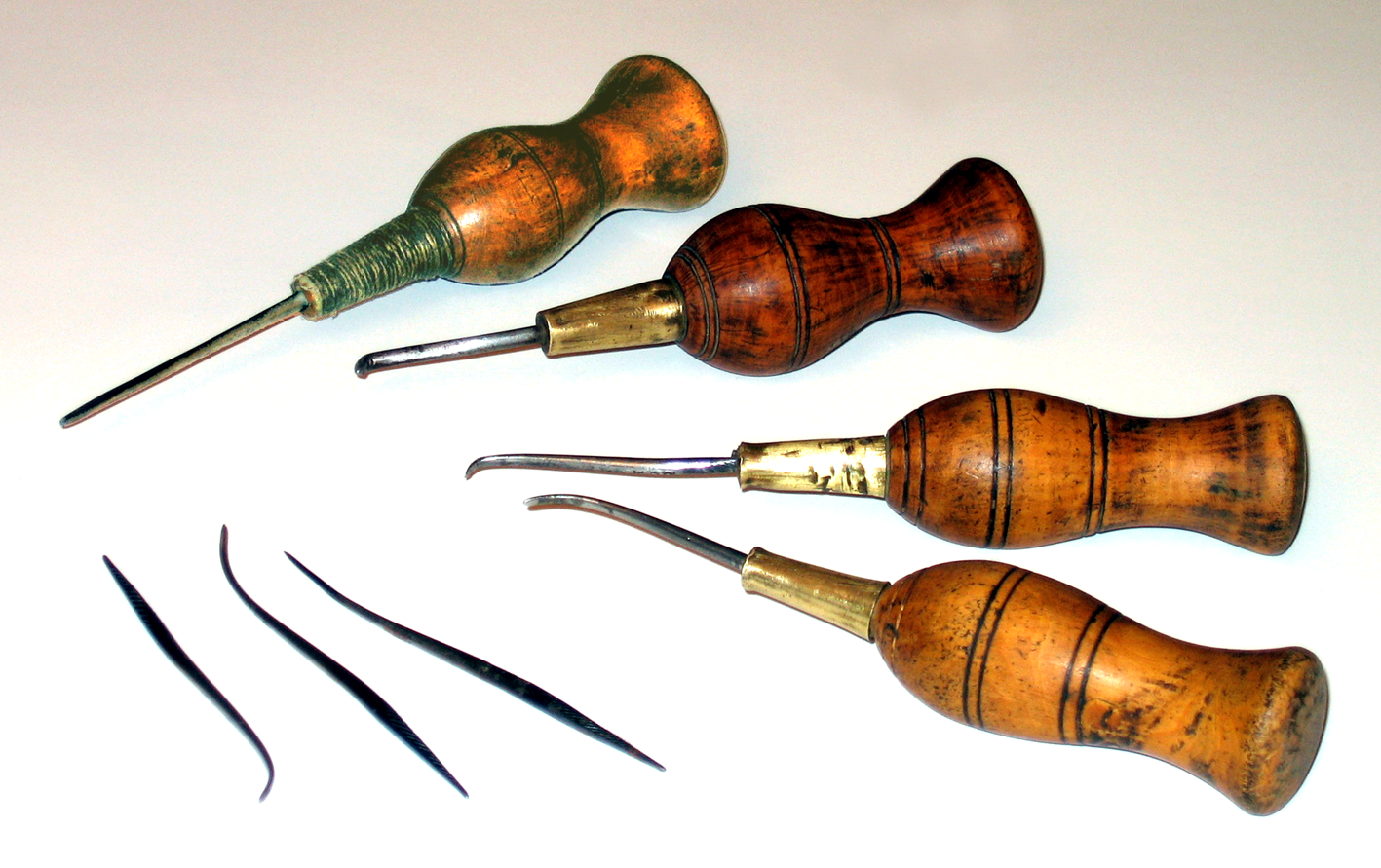
Alenes de sabaters
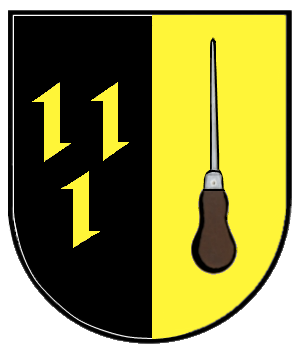
Blasó de la ciutat d'Evingsen (Alemanya)